# Костомаров, Дмитрий Павлович
Дми́трий Па́влович Костома́ров (23 марта 1929, Москва — 9 августа 2014, Москва) — советский и российский учёный в области математики и педагог высшей школы, декан факультета вычислительной математики и кибернетики Московского государственного университета имени М. В. Ломоносова (1990—1999), академик РАН (2011).

## Биография
Родился в семье инженера, представителя дворянского рода Костомаровых.
В 1947 году поступил на инженерно-физический факультет Московского механического института (ныне — НИЯУ МИФИ). В 1948 году перевёлся на физический факультет МГУ, который окончил с отличием в 1952 году.
С 1952 по 1955 год учился в аспирантуре физического факультета на кафедре математики, научные руководители — Ю. Л. Рабинович, А. А. Самарский. В 1956 году защитил диссертацию на соискание учёной степени кандидат физико-математических наук, тема диссертации «Об асимптотическом поведении решений систем линейных дифференциальных уравнений в окрестности иррегулярно-особой точки».
С 1955 года преподавал в Московском государственном университете, ассистент кафедры математики физического факультета (1955—1961), доцент (1961—1971). С 1971 года — на факультете ВМК МГУ, доцент кафедры вычислительной математики (1971—1972). Доктор физико-математических наук (1968), тема диссертации: «Электромагнитные волны в плазме», с 1972 года — профессор факультета ВМК МГУ, заведующий кафедрой автоматизации научных исследований ВМК МГУ (с 1988 года). Декан факультета вычислительной математики и кибернетики с 1990 по 1999 год.
Похоронен на Николо-Хованском кладбище (уч. 8/О).

## Научные интересы
Фундаментальные результаты в области математического моделирования в физике плазмы, электродинамике, ядерной физике.

## Награды и премии
- Государственная премия СССР (1981)
- Ломоносовская премия I степени в области науки (1976)
- Ломоносовская премия за педагогическую деятельность (1996)[4].
- Орден Трудового Красного Знамени (1990)[5]
- Орден Почёта (1999)[6]
- Орден Дружбы (2005)[7]
- Заслуженный деятель науки РСФСР (30.04.1980)

## Труды
- Баланс энергии и диффузия тока в тороидальных плазменных установках / Ю. Н. Днестровский, Д. П. Костомаров, Н. Л. Павлова. — Москва : [б. и.], 1970. — 105 с. : граф.; 20 см. — (Труды Вычислительного центра/ Моск. гос. ун-т им. М. В. Ломоносова).
- Днестровский Ю. Н., Костомаров Д. П. Математическое моделирование плазмы — М.: Наука, 1982, 320 с.
- Костомаров Д. П., Фаворский А. П. Вводные лекции по численным методам. М.: Логос, 2004. 184 с. ISBN 5-94010-286-7
- Рассказы о прикладной математике / А. Н. Тихонов, Д. П. Костомаров. — М. : Мир, 1983. — 295 с. : ил.; 17 см
- Костомаров Д. П., Тихонов А. Н. Вводные лекции по прикладной математике — М.: Наука, 1984, 190 с.;
- Численные методы в математической физике / МГУ им. М. В. Ломоносова. Фак. вычисл. математики и кибернетики; Под. ред. чл.-корр. РАН Д. П. Костомарова, акад. РАЕН В. И. Дмитриева. — М. : Диалог-МГУ, 1998. — 139 с. : ил., табл.; 21 см; ISBN 5-89209-344-1 : 200 экз.
- Костомаров Д. П., Корухова Л. С., Манжелей С. Г. Программирование и численные методы — М.: изд-во МГУ, 2001, 224 с. ISBN 5-211-04059-7
- Задачи для ультрагиперболических уравнений в полупространстве / Д. П. Костомаров; Российская акад. наук, Отд-ние математических наук. — Москва : Наука, 2006. — 91, [1] с. : ил.; 22 см; ISBN 5-02-034091-X
- В ряду поколений. Рассказы и очерки. — М.: МАКС Пресс, 2011. — 223 с. ISBN 978-5-317-03700-0

Всего: 137 статей, 10 книг, 10 докладов на конференциях, 10 тезисов докладов, 2 НИР, 3 диссертации, 18 учебных курсов.